# Partido de la Sociedad Mayoritaria
El Bahujan Samaj Party (BSP, en español: Partido de la Sociedad Mayoritaria, en hindi: बहुजन समाज पार्टी) es un partido político nacional de India de tendencia socialista. Se formó para representar principalmente a los Bahujans (que significa literalmente "Gente de la mayoría"), refiriéndose a la gente de las castas bajas, los dalit y otras castas; así como los budistas. El partido afirma que se inspira en la filosofía de B. R. Ambedkar. El BSP fue fundado por el carismático líder Kanshi Ram en 1984. El símbolo político del partido es una elefante. En la 13 legislatura del Lok Sabha (Cámara Baja) del 1999 a 2004 el BSP tenía 14 miembros de los 545 posibles y en la decimoquinta legislatura del Lok Sabha alcanzó los 21 miembros. El BSP tiene su sede principal en el estado indio de Uttar Pradesh, donde ha formado gobierno en varias ocasiones.
Mayawati, ha sido Presidente nacional de la BSP desde 2003. La hostilidad profunda y recíproca entre el BSP y el Partido Samajwadi, la contraparte del liderazgo en Uttar Pradesh, cuyos componentes proceden en su mayoría a partir de las Other Backward Class (Otras clases bajas) - ha llevado a la BSP a aliarse muchas veces con partidos con los que estaban enfrentados, como el Partido Bharatiya Janata. El 23 de junio de 2008, el partido le retiró su apoyo a la coalición  Alianza Progresista Unida  en el  Congreso.
El BSP ha estado recientemente envuelto en controversia debido a su líder, dada la actitud de Mayawati con la construcción de estatuas de sí mismo, del mentor político Kanshi Ram y B.R. Ambedkar en las ciudades de Lucknow y Noida. Y también ha sido criticado por su constante cambio en cuanto a las alianzas políticas.

## Elecciones a la Asamblea de Uttah Pradesh 2007
El 11 de mayo de 2007, en las elecciones a la asamblea estatal de Uttar Pradesh el BSP emergió como partido con mayoría en la asamblea, el primero en quince años desde 1991. El Presidente del BSP, la Sra. Mayawati, comenzó su cuarto mandato como Jefa de Gobierno de Uttar Pradesh y tomó juramento junto con 50 ministros de gabinete, en Rajbhawan la capital del estado de Lucknow.
El Partido de la Sociedad Mayoritaria, es actualmente el tercer partido más grande de la India, con más del 10% de los votos en todo el país.

## Sucesor secreto de Mayawati
El 9 de agosto de 2003, Mayawati declaró que ella había elegido a un sucesor de la "comunidad chamar" y es unos 18-20 años menor que ella. Su nombre, permanece escrito en un paquete sellado a la izquierda, custodiado por dos de sus confidentes más cercanos. El nombre del sucesor será divulgada el día de su muerte.